# Luis de Velasco
Don Luis de Velasco y Ruiz de Alarcón (født 1511, død 31. juli 1564) var vicekonge i Nyspanien mellem den 25. november 1550 og den 31. juli 1564.